# 沙上駅 (韓国鉄道公社)
沙上駅（ササンえき）は、大韓民国釜山広域市沙上区掛法洞にある、韓国鉄道公社（KORAIL）の駅。

## 利用可能な鉄道路線
韓国鉄道公社
京釜線
伽倻線

## 駅構造
島式ホーム2面4線を有する地上駅。各ホームと駅舎は構内踏切で連絡している。

### のりば
| 1・2 | 京釜線（上り） | ソウル・馬山・順天方面 |
| 3    | 京釜線（下り） | 釜山方面               |
| 4    | 伽倻線         | 釜田方面               |

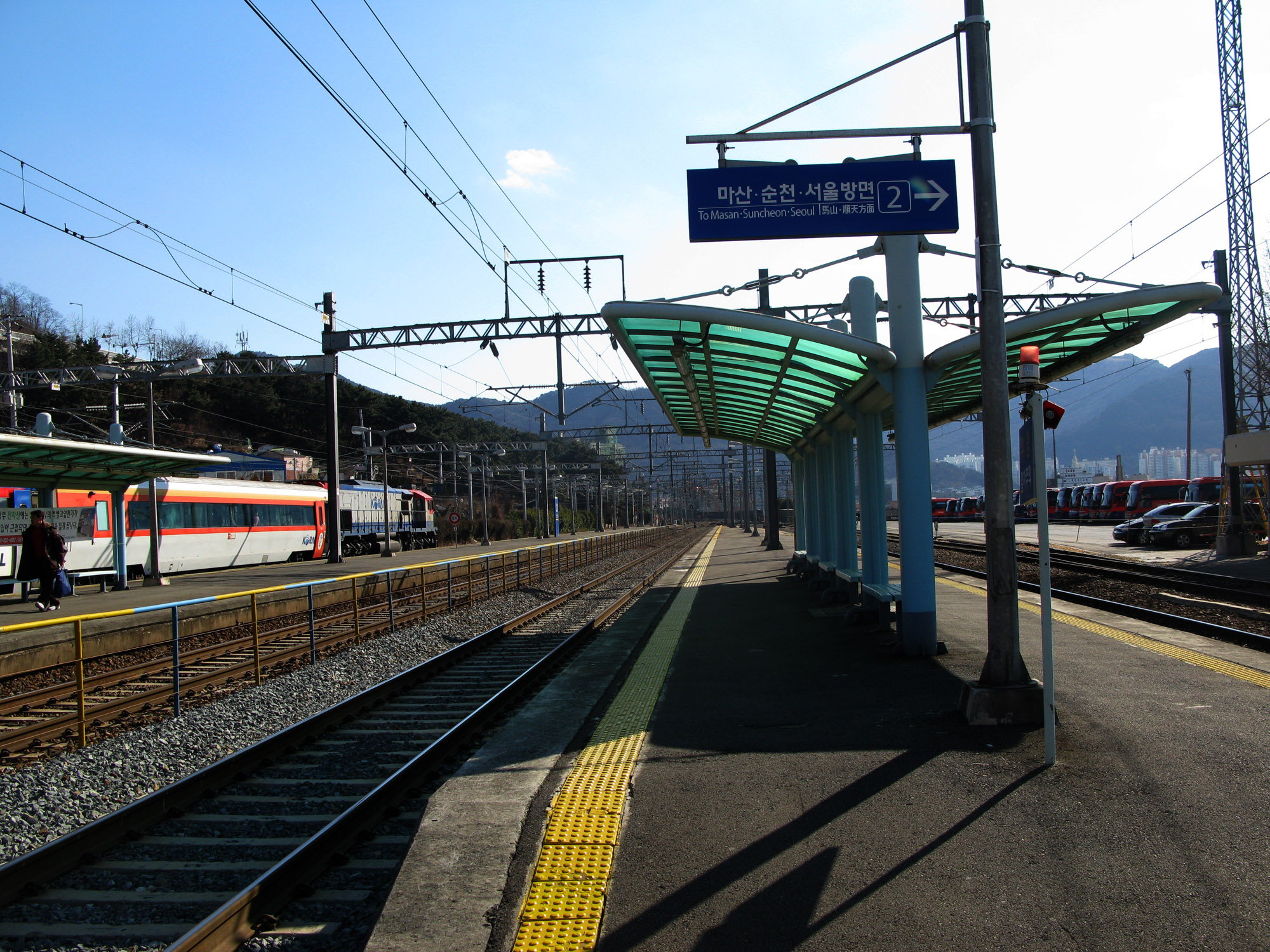
釜山方面のプラットホーム（2009年撮影）
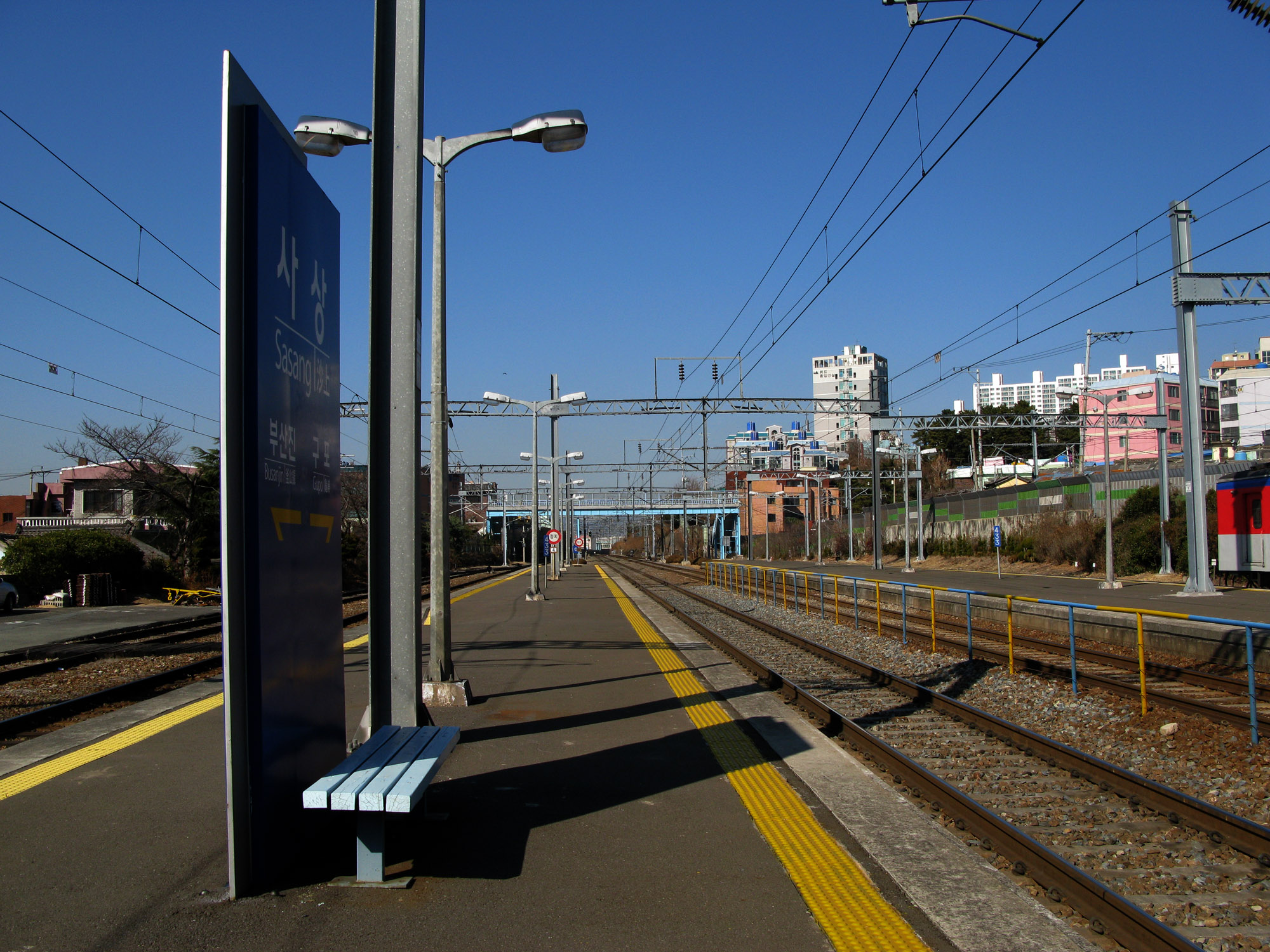
ソウル方面のプラットホーム（2009年撮影）

## 駅周辺
- 新羅大学校
- 釜山西部バスターミナル
- イーマート沙上店
- ホームプラス西釜山店
- ルネシテ
- パラゴンホテル
- 掛法洞住民センター
- 沙上高等学校
- 沙上初等学校
- 掛法初等学校
- 天主教沙上聖堂
- 釜山交通公社2号線・釜山-金海軽電鉄沙上駅

## 歴史
- 1928年11月1日：普通駅として開業[1]。
- 1944年6月10日：伽倻線開通。
- 1958年10月30日：駅舎新築竣工。
- 1967年7月1日：貨物取り扱い中止。[2]
- 1968年9月11日：貨物取扱再開。[3]
- 1978年2月2日：韓一セメント専用線開通。
- 1997年10月11日：韓国物流コンテナヤード造成。
- 2001年8月1日：コンテナヤード取り扱い中止。
- 2001年11月1日：韓一セメント専用線使用中止。
- 2002年12月2日：東西通勤列車廃止。
- 2006年11月15日：貨物取り扱い中止。
- 2018年11月21日：旧駅舎撤去。

## 隣の駅
韓国鉄道公社
京釜線
ITX-セマウル
通過
ムグンファ号
亀浦駅 - 沙上駅 - 釜山駅
伽倻線
ムグンファ号
亀浦駅（京釜線直通） - 沙上駅 - 釜田駅（釜田線経由）